# بي (محرر نصوص)
بي (بالإنجليزية: Pe)‏ و هي اختصار للتعبير (Programmer’s Editor) و تعني حرفياً (محرر المبرمجين) و هو محرر نصوص مخصص للعمل على نظام تشغيل بي أو إس و ينتمي لعائلة البرمجيات المفتوحة المصدر و هو موجه بشكل خاص للمطورين والمبرمجين اللذين يعملون على تحرير نصوص الشيفرة المصدرية لبرامج الحاسوب. و نظراً لتركيزه على تحرير الشيفرات المصدرية فهو يحوي العديد من المزايا والوظائف المخصصة لهذا الغرض ومنها ميزة تمييز أو تعليم الصيغة لعدد كبير من لغات البرمجة بالإضافة لوجود دعم أساسي لكتابة الشيفرات المصدرية بلغة أتش تي أم أل بوجود إضافة الإكمال التلقائي، و يدعم كذلك عملية نقل الملفات من خلال بروتوكول نقل الملفات أو المعروف ب (FTP)، و من الناحية النظرية فقد تم تطويره ليكون شبيهاً لتطبيق ماكينتوش بروغرامرز وركشوب و محرر النصوص بي بي إديت اللذان يعملان كأدوات تحرير على نظام ماك أو إس.

## المزايا والوظائف
- دعم الإكمال التلقائي.
- دعم عمليات البحث و (البحث والاستبدال).
- دعم تمييز أو تعليم الصيغة لعدد كبير من لغات البرمجة.

## التاريخ
تم تطوير بي على يد المبرمج الهولندي هارتن هيكلمن و هو نفسه من قام بتطوير برمجية بي دي بي (و هي برمجية مخصصة لتتبع الأخطاء البرمجية وتشخيصها و إيجادها وإزالتها على مستوى الشيفرة المصدرية لنظام بي أو إس).
و قد تم استخدام بي لكتابة كتاب بي أو أس بايبل (BeOS Bible) و هو كتاب شامل يحوي الكثير من المعلومات المتعلقة بنظام بي أو إس بالإضافة إلى المقالة التي كتبها الكاتب الأمريكي نيل ستيفينسون و المعروفة بعنوان (In the Beginning... Was the Command Line) و التي تحولت فيما بعد إلى كتاب، ويحوي الكتابان استشهادات باستخدام محرر النصوص بي في كتابة نصوصهما.
تم تصدير بي للعمل على أنظمة تشغيل أخرى مثل ماك أو أس أكس وجنو/لينكس وويندوز تحت اسم «بيبر (Pepper)» و تم فتح الشيفرة المصدرية الأصلية المكتوبة لنظام بي أو إس حيث تم تضمينها في الإصدارات الأولى من نظام التشغيل هايكو.

## وصلات خارجية
- بي على موقع بيرلي أو أس
- موقع بي الرسمي